# Baie de Petre

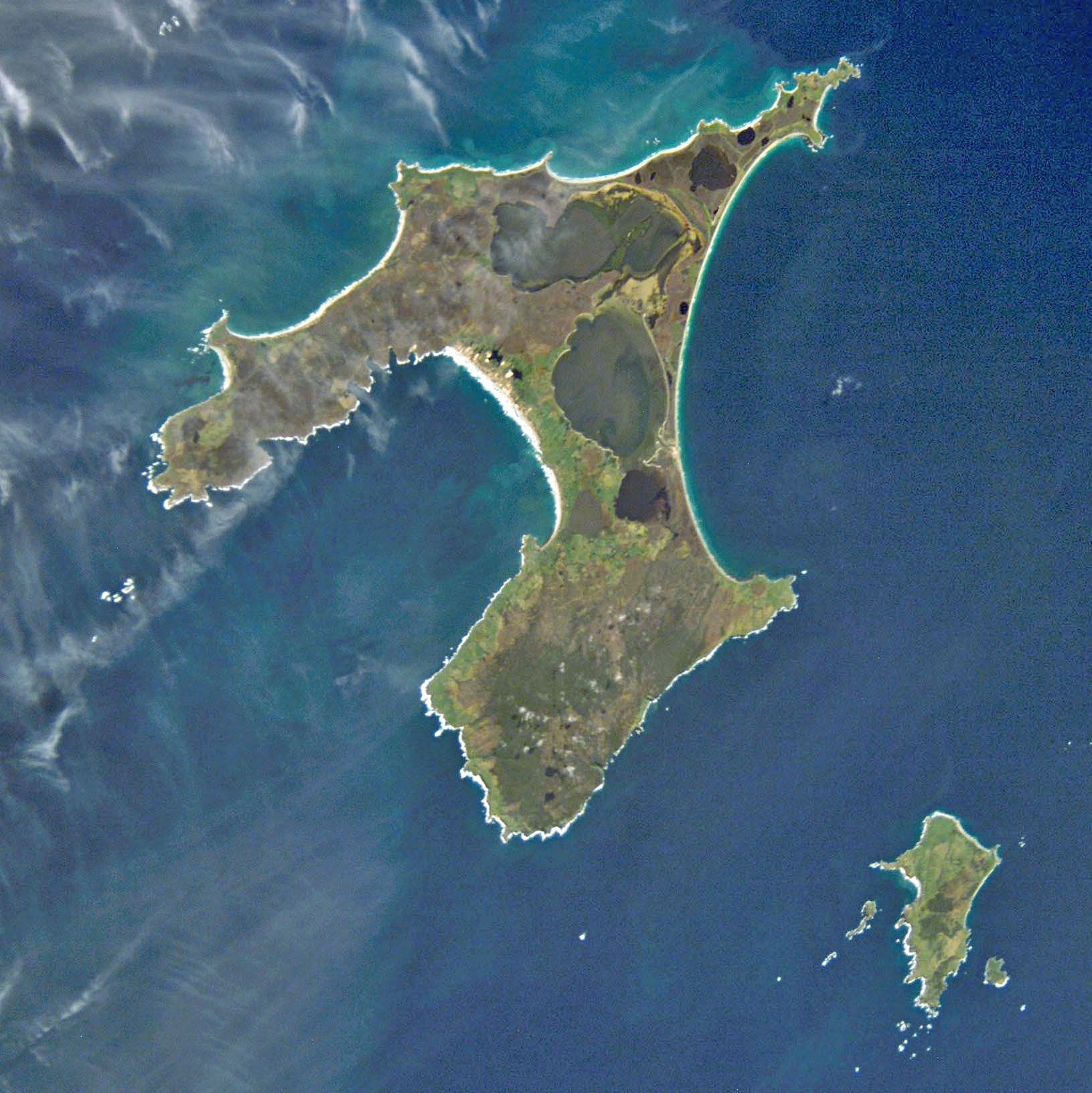
Vue satellitaire des îles Chatham. La baie de Petre est celle sur la côte ouest de la grande île

La baie de Petre est une grande baie qui comprend environ la moitié de la côte ouest de l'île Chatham, la plus grande de l'archipel des îles Chatham. Large d'environ 20 km, elle abrite la baie de Waitangi, beaucoup plus petite, sur laquelle est située le plus grand établissement de l'archipel, Waitangi.